# Neckia
Neckia é um género de plantas com flor da família Ochnaceae da ordem Malpighiales. O género é monoespecífico, tendo como única espécie confirmada Neckia serrata.